# Carla Blank
Pour les articles homonymes, voir Blank.
Carla Blank est une auteure, journaliste, historienne, éditrice, metteure en scène et enseignante de danse et de théâtre américaine née en 1941. Elle est la directrice de la maison d'édition Ishmael Reed Publishing Company. De plus, elle a également enseigné dans différentes universités américaines comme l'université de Californie à Berkeley, le Darmouth College et l'université de Washington. Par ailleurs, elle est l'auteure d'une série de livres dont Rediscovering America: The Making of Multicultural America, 1900–2000 (2003), Pow-Wow: Charting the Fault Lines in the American Experience, Short Fiction, From Then to Now (2009), and Storming the Old Boys’ Citadel: Two Pioneer Women Architects of Nineteenth Century North America (2014).

## Éducation et carrière artistique
Carla Blank a grandi à Pittsburgh en Pennsylvanie. Après avoir commencé ses études à l'université Carnegie Mellon, elle est transférée au Sarah Lawrence College dont elle est aujourd'hui diplômée. Alors qu'elle avait déjà appris la danse étant enfant,, elle déménage à New York pour l'étudier. C'est dans cette ville des États-Unis qu'elle commence sa carrière artistique en 1963 notamment en participant aux ateliers du théâtre Judson (Judson Dance Theater Workshops). En effet, cette année-là, elle présente sa pièce "Turnover". À l'époque, la communauté artistique expérimente une approche non-hiérarchique et collaborative à l'instar de ce que sera plus tard le mouvement FLUX. Plus tard, vraisemblablement vers 1977[référence nécessaire], Carla Blank fonde avec Jody Roberts une école de danse et de théâtre. En 1980, elle présente à New York son spectacle "Moving Lab" avec entre autres le danseur Junko Kikuchi.

## Activités
Carla Blank est l’auteure du livre Storming the Old Boys’ Citadel: Two Pioneer Women Architects of Nineteenth Century North édité en 2014 et écrit en collaboration avec l’historienne de l’architecture Tania Martin. Elle a écrit l’ouvrage Rediscovering America: The Making of Multicultural America publié en 2003.
Carla Blank est également une contributrice du magazine américain CounterPunch, et d’autres titres dont El País, The Green Magazine, Hungry Mind Review, The Wall Street Journal, San Francisco Chronicle et Konch. Les sujets de ses articles concernent majoritairement l’art et la culture. Elle est l’éditrice du poète américain Ishmael Reed avec qui elle déménage en Californie en 1967 et qu’elle a épousé en 1970,.
Carla Blank a également collaboré avec la chorégraphe Suzushi Hanayagi à laquelle elle rend hommage avec Robert Wilson dans le film KOOL-Dancing my mind. Elle vit actuellement à Oakland en Californie.
Carla Blank est également enseignante. Elle a donné des cours de performances artistiques à Darmouth College, Havard's Office of the Arts et l'université de Washington de Seattle. Elle a enseigné l'histoire de l'art du XXe siècle à la faculté des arts dramatiques et interdisciplinaires de l'université de Californie de Berkeley,. En 2017, l'un de ces livres "Rediscovering America" est d'ailleurs conseillé aux étudiants dans un cours consacré à la poésie.
Étant enfant, Carla Blank a étudié le violon à Pittsburgh avec Mihail Stolarevsky. Actuellement, elle travaille son instrument avec Rachel Durling à Berkeley. En 2007, elle joue du violon dans le groupe Ishmael Reed Quintet sur l'album For All We Know,.

## Œuvres

### Ouvrages
- (en) Rediscovering America : The Making of Multicultural America 1900-2000, Three Rivers Press, 2003, 479 p. (ISBN 978-0-609-80784-2)
- (en) av. Ishmael Reed, Pow-Wows, or Long Lost Friend : A Collection of Mysterious and Invaluable Arts and Remedies, for Man as Well as Animals, Da Capo Press, 2009, 82 p. (ISBN 978-1-4344-1736-7)
- (en) av. Tania Martin, Storm the old boy’s citadel Two Pioneer Women Architects of Nineteenth Century North America, Baraka Books, 2014, 280 p. (ISBN 978-1-77186-013-0)
- (en) Women Philosophers on Autonomy : Historical and Contemporary Perspectives, Routledge, 2018

### Arts du spectacle
- Carla Blank et Robert Wilson, Kool-Dancing my mind
- Carla Blank et Yuri Kageyama, News from Fukushima. Meditation on an Under-Reported Catastrophe by a Poet

Le spectacle News from Fukushima  prend pour toile de fond la catastrophe nucléaire de Fukushima tout en abordant l'amitié entre femmes. Les premières représentations ont été données à La Mama à New York en 2015. Une autre version a été présentée au Z Space à San Francisco en juillet 2017. Une version filmée de la performance est sortie en octobre 2018. Elle a été présentée au Grand Festival Award - Cine Dance Poem, au World Premiere Berkeley Video and Film Festival, au Guam International Film Festival et au New Vision International Film Festival, où elle a reçu le prix du meilleur film asiatique. Le film a également été présenté lors du festival de film de Berkeley en 2019.
- Carla Blank et la compagnie Al-Kasaba, Holiday, (texte : Philip Barry)[24]
- Carla Blank, The domestic crusaders, (texte Wajahat Ali)[25],[26],[27]